# ザルガンス
ザルガンス（ドイツ語: Sargans）は、スイスのザンクト・ガレン州ザルガンサーラントにある基礎自治体である。
ザルガンスは1291年の原初同盟成立以前に建てられたザルガンス城でも知られている。ザルガンスは神聖ローマ帝国の伯領でもあった。詳細はザルガンス伯領を参照。

## 歴史
新石器時代の集落の痕跡がこの地域には存在する。
ローマ時代の重要な建築物は270年前後のアレマン人の侵入により破壊された。
ザルガンスは中世前期、ラエティア・クリエンシスの一部であり続けた。
また、中世盛期にはアレマン語話者とロマンシュ人が徐々に入れ替わった。
9世紀の文献には聖カシアンに捧げられた教会が言及されている。
12世紀からザルガンスはヴェルデンベルク伯領の一部となり、ヴェルデンベルク - ザルガンスの境界線が13世紀後半に引かれた。ザルガンス城は恐らく12世紀に建てられ、1282年に初めて言及された。ザルガンスの町は城の周辺に13世紀に形成された。
ザルガンスは11世紀にはゼネガウニス(Senegaunis)として言及されている。より古くはデ・ゼネガウネ(de Senegaune)として表面上765年に言及されていることが16世紀の写本に残されている。
ザルガンスは、1248年にはザネガンス(Sanegans)として、1264年にはザンガンス(Sangans)として、そして1332年にはザントガンス(Santgans)として言及されており、現在の表記は16世紀から用いられている。
ザルガンスという名称の語源は不明であるが、San-はザール川(Saar)という河川名の影響によりSar-に変化したようである。
ザルガンスという名称を"ガチョウ"(ドイツ語でGans)と結びつける民間語源は15世紀まで遡ることができるようである。
1406年から町と城を組み合わせた要塞が建設された。
1445年には城ではなく町がスイス原初同盟によって占領され、燃やされた。
住民が提出する3名の候補者のリストから1名の庄屋を選ぶことに法廷が合意したことにより、1456年に町は限定的な自治権を与えられた。
1483年にヴェルデンベルク-ザルガンス伯のユルグは15,000レニッシュ・ギルダーで伯領を原初同盟に売却することを迫られた。この時点から1798年まで、城はスイスの代官の邸宅であった。町は1490年に再び燃やされた。
1501年にスイス原初同盟はザルガンスの都市としての権利を認め、週市を開催する権利を認めた。
町の紋章は15世紀まで遡ることができる
ザルガンスという名前の民間語源に基づきガチョウを表したもの(en:Canting arms)となっている。
ザルガンス伯領の歴史的な紋章は青地に3つの星であった。
1798年にはザルガンスはヘルヴェティア共和国におけるリント州のメルス地区の一部となり、1803年にザンクト・ガレン州に編入された。1811年には町の大半が火災で破壊された。
ザルガンスはクールとチューリッヒ、そしてボーデン湖を結ぶ1859年に建設された鉄道の結節点に位置している。ウィーンへの路線は1884年に開通した。
ザール川は1858年に鉄道駅の建設のために運河化され、1978年にA3とA13の高速道路ジャンクションの建設のためにふたたび運河化された。
ザルガンスはほとんど産業化の影響を受けていない。ゴンツェンの鉄鉱山は1966年に閉鎖された。

## 地理

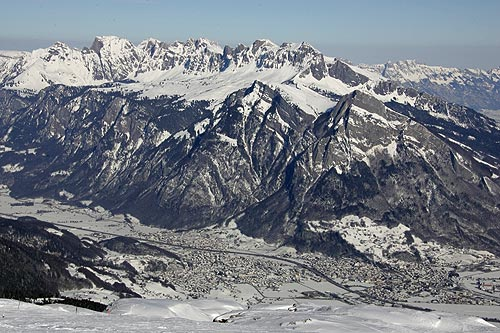
Laufböden山からのメルスとザルガンスの眺め

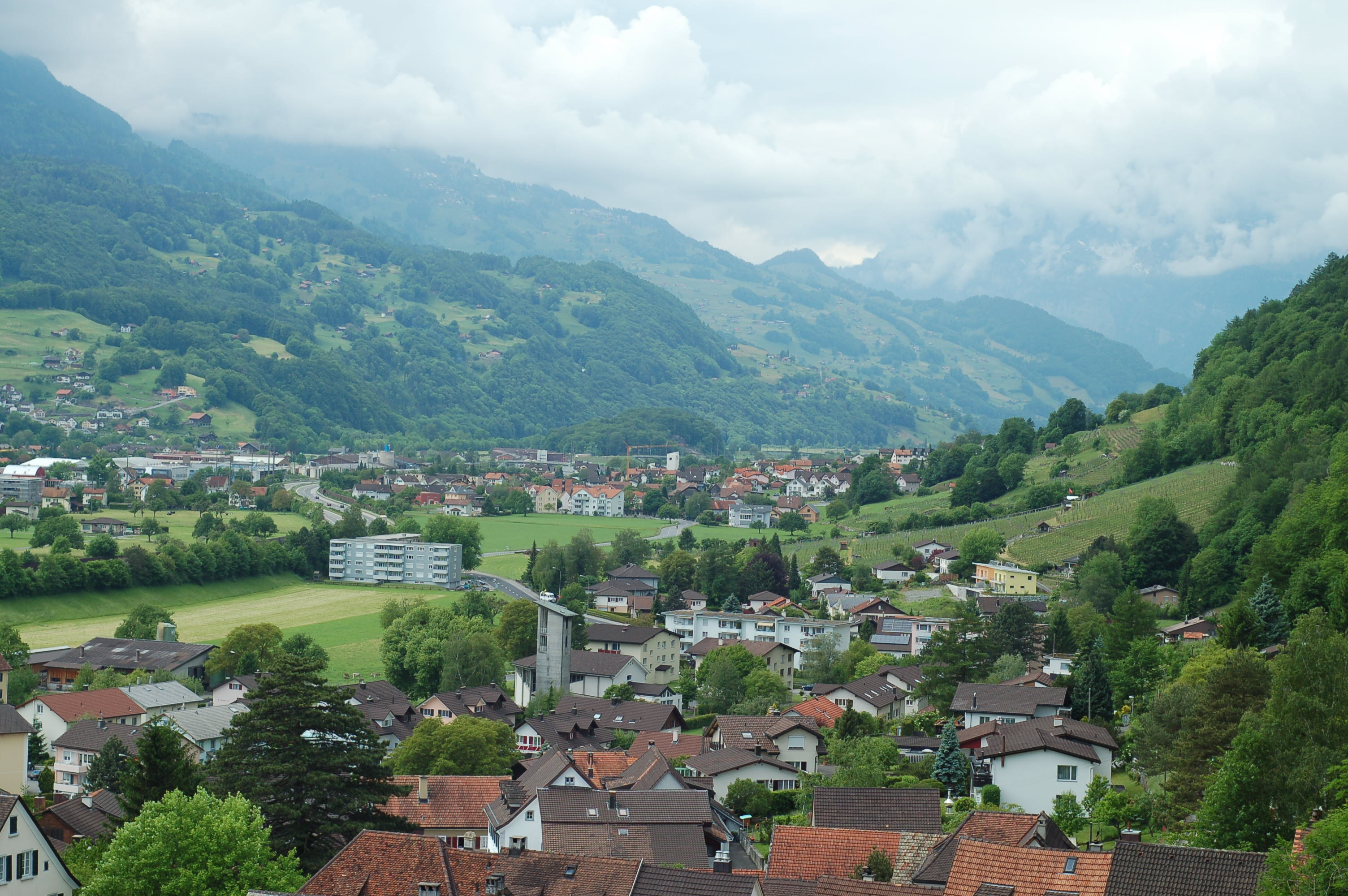
ザルガンス城から観たザルガンス

ザルガンスの面積は2006年時点で9.5平方キロである。このうち、38.4%を農地、35.2%を森林、20.2%を開拓地（建築物ないし道路）、6.2%を河川や湖などが占める。
ザルガンスはザルガンサーラント郡の郡都である。町はゴンツェンの麓に位置しており、町の東の境界はライン川とリヒテンシュタインである。ライン川とセエ谷(Seez valleys)の交差点にあたるため、ザルガンスは長らく戦略的にも商業的にも重要であった。自治体内にはザルガンスの村とVild、Ratell、Prod、Splee、Riet、Farb、Töbeli、Schwefelbadのハムレットが含まれる。

## 交通
ザルガンスは高速道路A3上に位置している。ザルガンスは地方交通の要衝であり、ザンクト・ガレンへの北方面の鉄道、クールとティチーノ、そしてオーストリアへの東方面の鉄道はすべてザルガンスを通過する。リヒテンシュタインへのバスもまた、ザルガンスから出発する。

## 人口統計
ザルガンスは2015年末時点において6,026人の人口を有する。2007年時点において人口の約22.0%は外国籍である。外国人のうち、34人はドイツ出身、126人はイタリア出身、432人は旧ユーゴスラビア出身、38人はオーストリア出身、50人はトルコ出身、そして228人はその他の国の出身である（2000年時点）。過去10年間における人口増加率は7.3%である。言語ではドイツ語話者最も多く（87.0%）、セルビア・クロアチア語話者（3.2%）、イタリア語話者（2.1%）がそれに続く（2000年時点）。スイスの公用語としては4,146人がドイツ語を話し、18人がフランス語を話し、102人がイタリア語を話し、22人がロマンシュ語を話す（2000年現在）。
年齢別の人口分布としては、2000年時点において、人口の11.0%にあたる522人が0～9歳、12.4%にあたる592人が10～19歳、12.5%にあたる594人が20～29歳、15.7%にあたる749人が30～39歳、15.5%にあたる738人が40～49歳、12.8%にあたる610人が50～59歳、9.6%にあたる456人が60～69歳、7.1%にあたる339人が70～79歳、2.9%にあたる139人が80～89歳、そして0.5%にあたる26人が90～99歳である。
2000年時点において、654人（人口の13.7%）が一人で生活している。1,108人（人口の23.3%）は子供を持たず（結婚するか交際して）二人で住んでおり、2,555人（人口の53.6%）は子供のいるカップルである。267人（人口の5.6%）は一人親家庭で生活しており、27人は両親もしくは片方の親と同居している成人した子供である。25人は親戚と住んでおり、19人は親族以外と生活している。110人は入院するか、何らかの共同生活をしている。
2007年のスイス連邦議会選挙ではスイス国民党が最も票を集め、得票率は35.2%であった。それに続き、スイスキリスト教民主党（21.7%）、スイス社会民主党（19.4%）、スイス自由民主党（13.5%）が票を集めた。
ザルガンスでは25歳から64歳の人口の約68.8%が義務教育でない後期中等教育か高等教育（大学もしくはファッハホーホシューレ）を受けている。2000年時点において、1,079人（人口の22.6%）は初等教育が最終学歴であり、1,870人（人口の39.2%）は中等教育までを終えている。477人（人口の10.0%）は第3期の教育を受け、236人（人口の5.0%）は学校に通ったことがない。残りはこの質問に回答しなかった。
歴史的な人口の推移は以下の表の通りである：
| 年   | 人口  |
| ---- | ----- |
| 1800 | 680   |
| 1850 | 907   |
| 1900 | 931   |
| 1950 | 2,075 |
| 1960 | 2,571 |
| 1970 | 4,058 |
| 2000 | 4,765 |

## 宗教

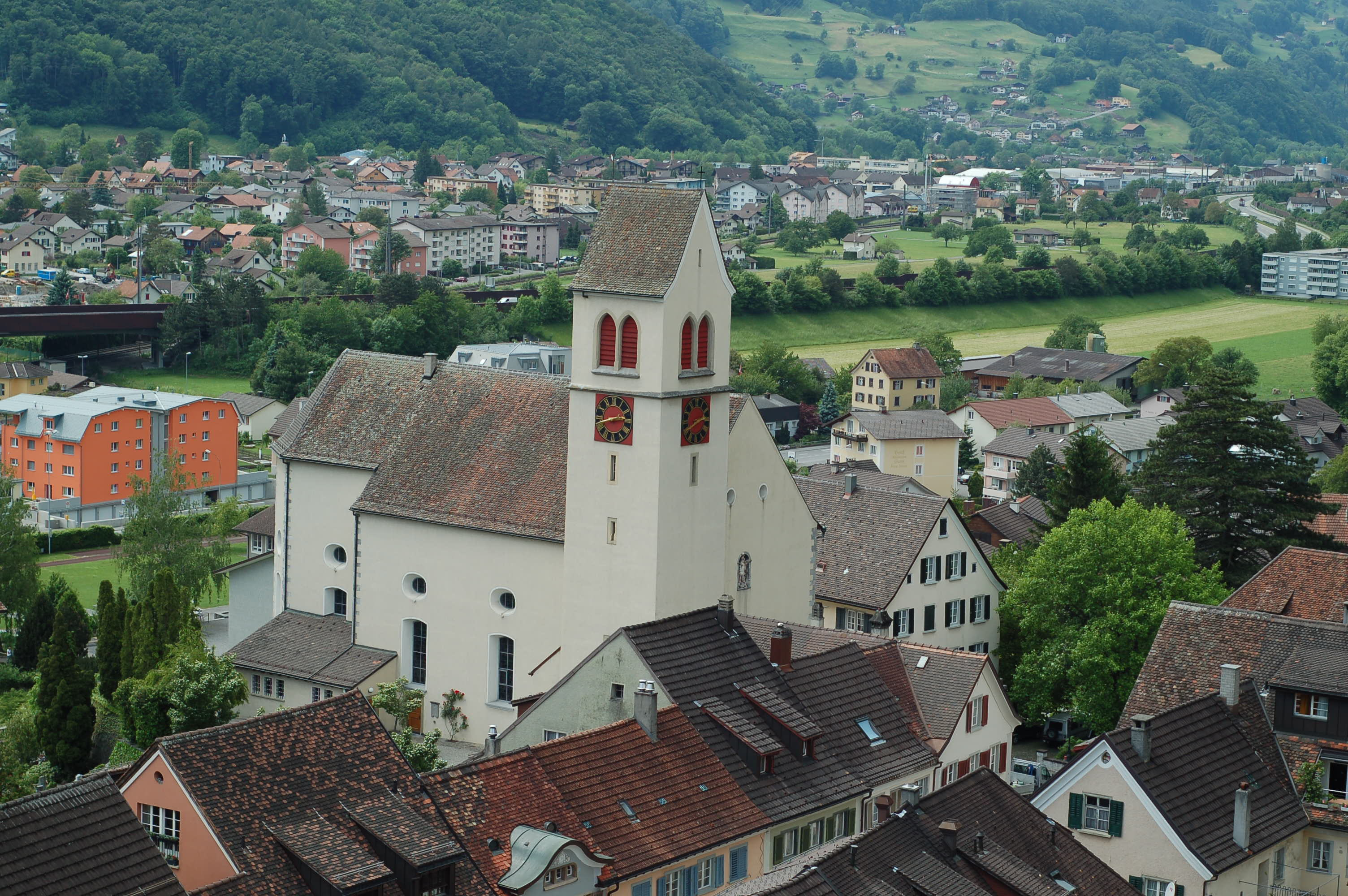
ザルガンスの教会

2000年の国勢調査によると、人口の63.0%にあたる3,001人がカトリックであり、人口の17.7%にあたる843人がスイス改革派教会に属している。残りのうち、4人（人口の約0.08%）はChristian Catholicに属しており、132人（人口の約2.77%）は正教会に属している。53人（人口の約1.11%）は他のキリスト教の教会に属している。4人（人口の約0.08%）はユダヤ教徒であり、265人（人口の約5.56%）はイスラム教徒である。75人（人口の約1.57%）は（国勢調査に掲載されていない）その他の宗教に属しており、218人（人口の約4.58%）は不可知論者か無神論者で宗教に属していない。170人（人口の約3.57%）はこの質問に回答しなかった。

## 経済
2007年時点でザルガンスの失業率は1.75%であった。2005年時点で、79人が第一次産業に従事しており、29の事業者が存在する。1,171人は第二次産業に従事しており、58の事業者が存在する。1,791人は第三次産業に従事しており、218の事業者が存在する。
2009年10月時点での平均失業率は3.9%であった。ザルガンスには310の事業者が存在し、57が第二次産業に、227が第三次産業に含まれている。
2000年時点で994人の住民が村内で働き、1,493人の住民がザルガンスの外で働いている。1,893人は村外からザルガンスに通勤している。

## 著名な文化遺産

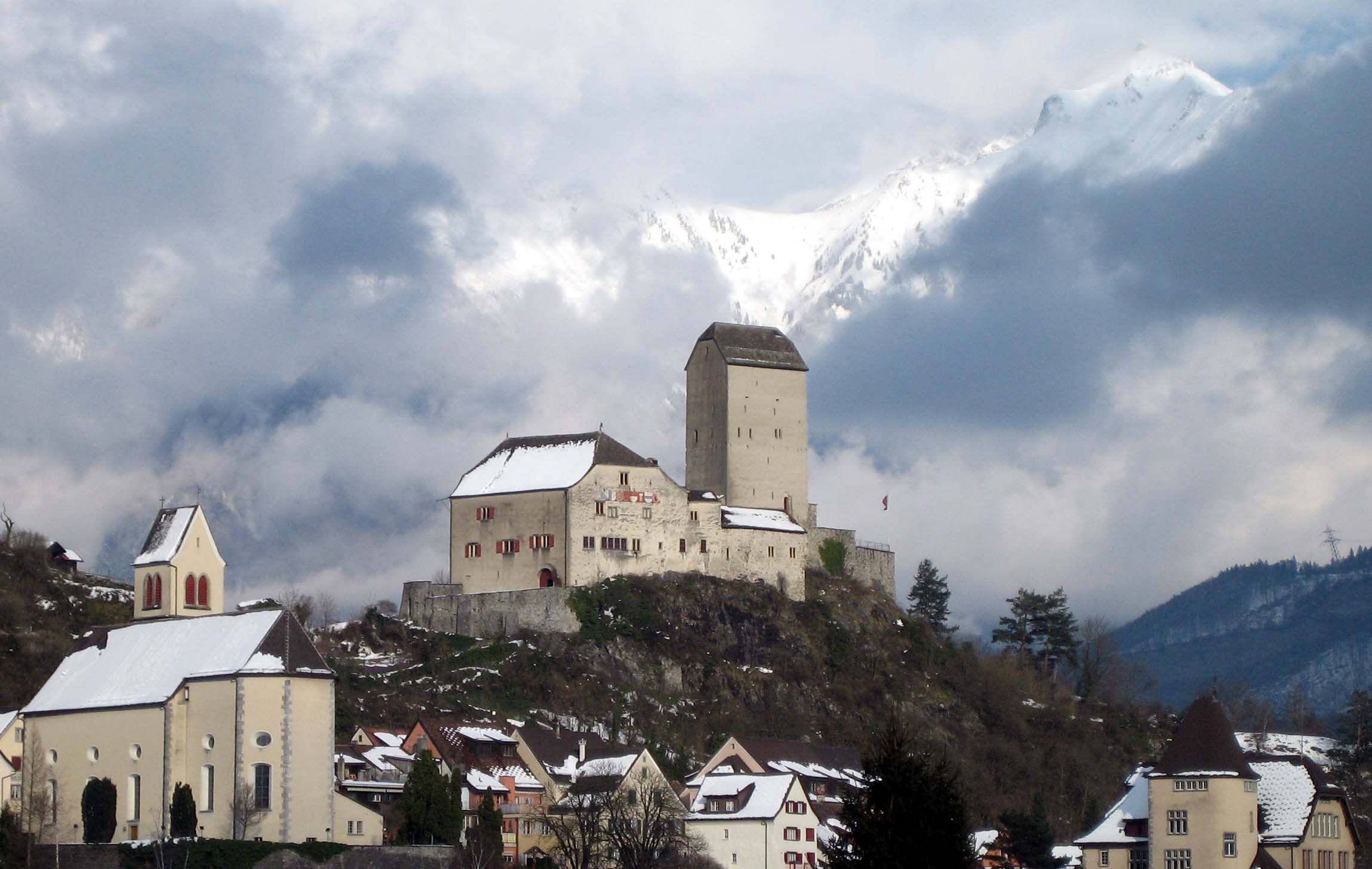
ザルガンス城

鉱山とザルガンス城がともに国の重要文化遺産に登録されている。

## 気候
ザルガンスは平年において年間142.2日雨または雪の日があり、年間1325mmの降水がある。もっとも雨の多い月は8月であり、月平均153mmの雨が降り、一か月のうち平均14.3日が雨である。もっとも雨の日の多い月は6月であり、平均14.5日が雨であるが、平均136mmの雨しか降らない。もっとも雨の少ない月は10月であり、14.3日が雨であるが、82mmの降水しかない